# Itanhomi
Itanhomi är en kommun i Brasilien.   Den ligger i delstaten Minas Gerais, i den sydöstra delen av landet, 700 km sydost om huvudstaden Brasília. Antalet invånare är 11 850.
Omgivningarna runt Itanhomi är huvudsakligen savann. Runt Itanhomi är det glesbefolkat, med 11 invånare per kvadratkilometer.